# Kreisel Electric
Kreisel Electric GmbH (Eigenschreibweise: KREISEL) ist ein österreichisches Technologieunternehmen mit Sitz in Rainbach im Mühlkreis, das sich auf Batterie- und Ladetechnologien spezialisiert hat. Gegründet wurde das Unternehmen 2014 von den Brüdern Philipp, Johann und Markus Kreisel. Heute ist Kreisel Electric ein Teil der John Deere Unternehmensgruppe und zählt über 200 Mitarbeiter.

## Geschichte

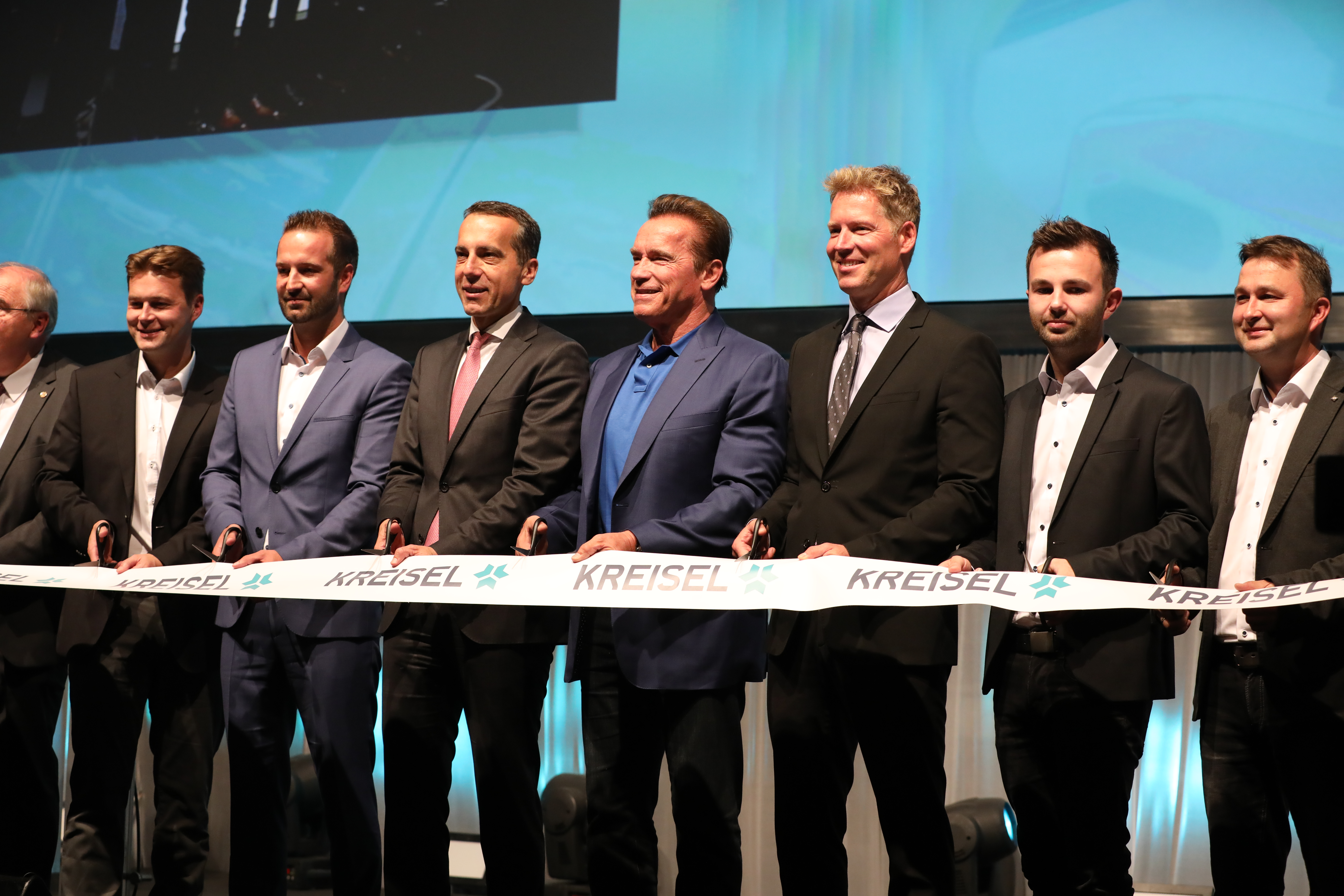
Die Geschäftsführung von Kreisel Electric eröffnet 2017 ihre Zentrale in Rainbach gemeinsam mit dem ehemaligen österreichischen Bundeskanzler Christian Kern und Arnold Schwarzenegger.

Das Unternehmen begann 2013 mit dem Umbau eines benzinbetriebenen Audi A2 zu einem Elektroauto. Das Fahrzeug erreichte eine Reichweite von 100 km, war jedoch zu schwer. Es folgte der Umbau eines Porsche 911, der nach sechs Monaten Arbeit eine Leistung von 180 kW und eine Batteriekapazität von 65 kWh erreichte. Das Fahrzeug wog lediglich 1550 kg, weniger als das Original und hatte eine Reichweite von ca. 400 km.
2014 wurde die Kreisel Electric GmbH offiziell gegründet. Seitdem entwickelt und produziert das Unternehmen Hochvolt-Batteriesysteme und batterieintegrierte Schnell-Ladegeräte für unterschiedlichste Anwendungen. Nach anfänglichem Motorsport/Rallye-Applikationen (RX1e) wechselte man marktstrategisch zu Nutzfahrzeugen (Baumaschinen, Landwirtschaft) und maritimen Anwendungen (Freitzeitboote, Fähren, Transportschiffe).
Im Mai 2016 gab Kreisel den Bau einer ersten Fabrik für die eigene Batteriefertigung mit einer Kapazität von 800.000 Kilowattstunden bekannt. Am 19. September 2017 wurde die neue Firmenzentrale in Rainbach im Mühlkreis offiziell eröffnet. Der 7.000 m² große Standort umfasst ein Forschungs- und Entwicklungszentrum, ein Testlabor sowie eine vollautomatisierte Produktionslinie für Batteriesysteme. Weiters bestand eine Zusammenarbeit mit dem Schweizer Solarflugzeugprojekt SolarStratos.
Im September 2017 wurde zudem bekannt, dass nach Gernot Friedhuber und dem Unternehmer und Investor Florian Fritsch sich auch Patrick Knapp-Schwarzenegger (Neffe des ehemaligen Gouverneurs von Kalifornien Arnold Schwarzenegger) gemeinsam mit einer Gruppe strategischer Partner mit der US-Gesellschaft Clean Machine Inc. am Unternehmen zu 15 Prozent beteiligt hat.
2019 begann die Serienproduktion eines neuen Batteriesystems auf Basis der 21700-Zelltechnologie.
Im November 2020 gab Kreisel eine strategische Allianz mit Shell bekannt. Ziel der Kooperation ist, die Lithium-Ionen-Batteriemodultechnologie von Kreisel mit der Wärmemanagementflüssigkeit von Shell zu kombinieren. Dadurch werden die Batteriesysteme von E-Fahrzeugen sowohl beim Fahren als auch beim Laden besser gekühlt und erlangen somit eine längere Lebensdauer und eine höhere Reichweite.
Im Dezember 2021 wurde bekannt, dass die Mehrheitsanteile von Kreisel Electric von dem US-Landmaschinenhersteller John Deere übernommen wurden. Ziel der strategischen Partnerschaft ist es, die Batterietechnologie von Kreisel in das umfangreiche und globale Produktportfolio von John Deere im Off-Highway-Segment zu integrieren. Der Unternehmensstandort in Rainbach mit damals mehr als 200 Mitarbeitern blieb erhalten.

## Produkte & Technologien
Kreisel entwickelt und produziert standardisierte Lithium-Ionen-Batteriesysteme und batterieintegrierte Schnell-Ladegeräte. Die Technologien zeichnen sich durch eine lange Batterielebensdauer sowie der optimalen Leistung durch die patentierte Kreisel-Immersionskühlung aus. Ähnlich wie der Automobilhersteller Tesla Motors verwendet Kreisel kleine Rundzellen, welche durch Laser verbunden werden. Ein weiterer Vorteil der Batteriesysteme ist die Erlangung maximaler Flexibilität durch modulare Systeme, welche den vielfältigen Einsatz in den verschiedensten Anwendungen (Transport, Off-Highway, Marine, Motorsport sowie batterieintegrierte Schnellladelösungen) ermöglicht.
Ein Alleinstellungsmerkmal von Kreisel Electric ist die hauseigene Entwicklung, Verifikation und Validierung der Batteriesysteme. Das Unternehmen betreibt ein eigenes Testzentrum, um höchste Qualitäts-, Sicherheits- und Leistungsstandards sicherzustellen.
Kreisel verfolgt einen systemischen Entwicklungsansatz, der Mechanik, Elektronik, Software, Thermomanagement und Zellchemie ganzheitlich integriert.
Unter dem Markennamen Mavero entwickelte das Unternehmen zu Beginn auch Batteriezellen für Energiespeicher für den Privatgebrauch (Heimspeicher). Damit kann beispielsweise die Energie aus Photovoltaikanlagen gespeichert werden.

## Internationale Präsenz
Neben dem Hauptsitz in Österreich plant Kreisel Electric zwei zusätzliche Produktionsstandorte in Saran (Loiret) (Frankreich) und Kernersville (USA) zur Erweiterung der Fertigungskapazitäten.

## Auszeichnungen
- 2015 wurde das Unternehmen mit dem Energy Award für Mobilität ausgezeichnet.
- 2017 Born Global Champions der Wirtschaftskammer[17]
- 2017 European Electric Vehicle Technology Leadership Award in London[18]
- 2017 Österreichischer Klimaschutzpreis in der Kategorie Unternehmen Energiewende[19]